# Ocydromia
Ocydromia is een geslacht van insecten uit de familie van de Hybotidae, die tot de orde tweevleugeligen (Diptera) behoort.

## Soorten
Deze lijst is mogelijk niet compleet.
- O. glabricula (Fallen, 1816)
- O. melanopleura Loew, 1840